# Мокрање
Мокрање је насеље у Србији у општини Неготин у Борском округу. Према попису из 2022. у насељу је било 353 становника (према попису из 2011. било је 550 становника према попису из 2002. било је 710 становника а према попису из 1991. било је 1140 становника).

## Карактеристике насеља
Село Мокрање смештено је у доњем току Сиколске и Мокрањске реке. Насеље се налази на подручју доњег Тимока и дели се на три дела: горњи, средњи и прекоречки.
На западу се налази висоика кречњачка стена Стји, кроз коју је Сиколска река просекла ждрело Соколовницу, испод које у виду слапа, високог 10 метара пада воде у велику бучницу, где су биле сеоске воденице.
Насеље Мокрање је са свих страна окружено брдима. На северу су Соколовница и Рушањско брдо, са југа је Канџик брдо, општински гај и Барбашево, на југу Рогљевско брдо, а на истоку Височко брдо и долина.

## Положај насеља у окружењу
Мокрање се налази југоисточно од Неготина на удаљености од 10 километара на прузи Прахово Ниш. Железничка станица је од насеља удаљена око 6 километара. Атар насеља се налази између Кобишнице, Вељкова, Речке, Рогљева, Чубре. На западу су Речка и Чубра, на југу Вељково и Рогљево, а на северу Кобишница и Буковче.

## Историја
У селу су вршена археолошка истраживања и пронађени трагови живота стари 6 хиљада година.
Мокрање је ратарско сеоско насеље збијеног типа удаљено 10 km јужно од Неготина. Смештено је на долинским странама Сиколске (Мокрањске) реке, леве притоке Тимока, с обе стране асфалтног пута ка Неготину. Површина атара 2.538 хектара.
Припада старим насељима. Наводи се у турско доба као једно од насеља у хасу формираном између 1491. и 1521. и касније (1530. – 34 куће и 1586. – 23 куће).
Као насеље настало је од више околних насеља, која су се прикључила Мокрању, напуштањем првобитних станишта. За време владавине Турака било је више насеља: Ромања, Рушањ, Барбашево, Горња Соколовица, Доња Соколовица, Висока, Велика Висока. Горња, Средња и Доња Соколовица налазе се северно од садашњег насеља, иза стена и слапа. Југоисточно од садашњег насеља је Барбашево, а у суседству су Селиште и Локва, која је имала винограде и пивнице. Источно од Барбашева је Височко брдо, врло простана зараван од Стрмине до Хајдучког потока и Вељкова.
Кроз историју се помиње више пута и бележи променљиву насељеност (1723-1725. као Мокрени, 1783. године већина кућа у њему је „под земљом“ - „бурдељи“, године 1811. помиње се као Мокрања, 1846. је имало 188 кућа, а 1866. године 266 кућа). Од 1900. До 1904. године насеље се звало Миланово, а након тог периода Мокрање.
Данашње насеље обједињује три мале: Горњу, Средњу и Прекоречку малу, од којих се један физиономски део у последњој назива Србија.
У насељу су између два светска рата живеле следеће фамилије: Гавриловићи и Дојчићи (слава св. Трифун), Генчићи (слава св. Никола), Ђуркићи (слава св. Трифун), Пецићи, Милојевићи и Живуловићи (слава св. Никола), Чока (слава Петковица), Гајдуловићи (слава Петковица), Гицоњи (слава св. Арханђео), Трујкићи, Гимешти и Станковићи (слава св. Велика Госпојина), Чокулешти (слава Петковица), Тијанићи (слава св. Арханђео), Петровићи (слава св. Никола), Стојкицој (слава Петковица), Беље, Јовановићи и Стојкочешти (слава св. Арханђео), Труцоњи, Зорићи, Николићи и Ницуловићи (слава Петковица), Курије (слава св. Арханђео), Маричићи (слава св. Арханђео), Кобилановићи и Ницоњи (слава Петковица), Б, цешти (слава Петковица), Даниловићи (слава св. Никола), Поповићи и Владевићи (слава св. Никола), Васиљешти (слава св. Никола), Бикшироњи (слава св. Арханђео), Чобанићи (слава Петковица), Јончешти (слава св. Никола), Станкуловићи (слава св. Јован), Калиновићи (слава Петковица), Фурњиге (слава Петковица), Ротаровићи, Бутуровићи или Костадиновићи (слава Митровдан), Цреткоњи (слава св. Трифун), Прцојевићи (слава св. Никола), Марковићи и Петровићи (слава св. Арханђео), Трајковићи (слава Петковица), Андријешти (слава Петковица), Пауљешти (слава Митровдан), Царани (слава Петковица), Бешкујешти (слава св. Арханђео), Јонашешти или Петровићи (слава св. Никола), Орео (слава Петковица) и Сурчел (слава Петковица).
Сеоска заветина је Ускрс.
У насељу се налази православна црква изграђена 1872. године, посвећена Светој Тројици. Становништво Мокрања је православно, приликом пописа национално се изјашњава као српско и влашко (стариначко и досељено). Антропо-географским и етнолошким изучавањима сврстано је у влашка насеља.
Село је било погођено поплавом у јуну 1940.
Земљорадничка задруга у Мокрању основана 1898. године (обновљена 1947. године као Земљорадничка набавно-продајна задруга). У Мокрању је од 1949. до 1953. године радила и Сељачка радна задруга „Стеван Мокрањац“. Електричну расвету насеље добија 1952. године, Дом културе 1953. године, телефонске везе 1977. године, а водовод 1993.

## Демографија
Према последњем попису из 2022. године у Мокрању је живело 353 становника што је за 197 мање у односу на 2011. када је на попису било 550 становника. У насељу живи 333 пунолетних становника, а просечна старост становништва износи 56,85 година (57,65 код мушкараца и 56,09 код жена).
Према подацима пописа из 2022. у насељу има 194 домаћинства, а просечан број чланова по домаћинству је 1,82 а према истом попису у насељу има 975 стамбених јединица од којих је 302 насељених.
Мокрање је 1921. године имало 420 кућа и 1.922 становника, 1948. – 466 кућа и 1.993 становника, а 2002. године 384 кућа и 726 становника. Године 2007. на привременом раду у иностранству (углавном Немачка и Швајцарска) из овог насеља је око 450 становника.
Основна школа у насељу (основана 1867. године) школске 2006/2007. године имала је 22 ученика.
Ово насеље је великим делом насељено Србима (према попису из 2002. године).
|  |

| Демографија | Демографија | Демографија |
| Година      | Становника  | Становника  |
| ----------- | ----------- | ----------- |
| 1948.       | 1.993       |             |
| 1953.       | 1.908       |             |
| 1961.       | 1.743       |             |
| 1971.       | 1.409       |             |
| 1981.       | 1.270       |             |
| 1991.       | 1.140       | 869         |
| 2002.       | 710         | 1.150       |
| 2011.       | 550         |             |
| 2022.       | 353         |             |

| Етнички састав према попису из 2002.‍ | Етнички састав према попису из 2002.‍ | Етнички састав према попису из 2002.‍ | Етнички састав према попису из 2002.‍ | Етнички састав према попису из 2002.‍ |
| ------------------------------------ | ------------------------------------ | ------------------------------------ | ------------------------------------ | ------------------------------------ |
|                                      |                                      |                                      |                                      |                                      |
| Срби                                 | Срби                                 |                                      | 664                                  | 93,52%                               |
| Власи                                | Власи                                |                                      | 15                                   | 2,11%                                |
| Румуни                               | Румуни                               |                                      | 9                                    | 1,26%                                |
| Хрвати                               | Хрвати                               |                                      | 1                                    | 0,14%                                |
| Словенци                             | Словенци                             |                                      | 1                                    | 0,14%                                |
| непознато                            | непознато                            |                                      | 8                                    | 1,12%                                |

| Година пописа     | 1948. | 1953. | 1961. | 1971. | 1981. | 1991. | 2002. |
| ----------------- | ----- | ----- | ----- | ----- | ----- | ----- | ----- |
| Број домаћинстава | 466   | 454   | 442   | 403   | 337   | 307   | 245   |

| Број чланова      | 1  | 2  | 3  | 4  | 5  | 6  | 7 | 8 | 9 | 10 и више | Просек |
| ----------------- | -- | -- | -- | -- | -- | -- | - | - | - | --------- | ------ |
| Број домаћинстава | 65 | 59 | 42 | 27 | 29 | 17 | 2 | 4 | 0 | 0         | 2,90   |

| Пол    | Укупно | Неожењен/Неудата | Ожењен/Удата | Удовац/Удовица | Разведен/Разведена | Непознато |
| ------ | ------ | ---------------- | ------------ | -------------- | ------------------ | --------- |
| Мушки  | 297    | 43               | 210          | 29             | 15                 | 0         |
| Женски | 338    | 28               | 195          | 94             | 21                 | 0         |
| УКУПНО | 635    | 71               | 405          | 123            | 36                 | 0         |

| Пол    | Укупно                    | Пољопривреда, лов и шумарство | Рибарство                            | Вађење руде и камена | Прерађивачка индустрија       |
| ------ | ------------------------- | ----------------------------- | ------------------------------------ | -------------------- | ----------------------------- |
| Мушки  | 141                       | 107                           | 0                                    | 0                    | 4                             |
| Женски | 76                        | 68                            | 0                                    | 0                    | 0                             |
| УКУПНО | 217                       | 175                           | 0                                    | 0                    | 4                             |
| Пол    | Производња и снабдевање   | Грађевинарство                | Трговина                             | Хотели и ресторани   | Саобраћај, складиштење и везе |
| Мушки  | 0                         | 3                             | 8                                    | 4                    | 4                             |
| Женски | 0                         | 0                             | 5                                    | 1                    | 0                             |
| УКУПНО | 0                         | 3                             | 13                                   | 5                    | 4                             |
| Пол    | Финансијско посредовање   | Некретнине                    | Државна управа и одбрана             | Образовање           | Здравствени и социјални рад   |
| Мушки  | 0                         | 0                             | 4                                    | 1                    | 0                             |
| Женски | 0                         | 0                             | 0                                    | 1                    | 0                             |
| УКУПНО | 0                         | 0                             | 4                                    | 2                    | 0                             |
| Пол    | Остале услужне активности | Приватна домаћинства          | Екстериторијалне организације и тела | Непознато            | Непознато                     |
| Мушки  | 3                         | 0                             | 0                                    | 3                    | 3                             |
| Женски | 0                         | 0                             | 0                                    | 1                    | 1                             |
| УКУПНО | 3                         | 0                             | 0                                    | 4                    | 4                             |